# Eumecocera unicolor
Eumecocera unicolor là một loài bọ cánh cứng trong họ Cerambycidae.